# Corral (Chili)
Corral est une ville, commune et port maritime de la région Los Ríos au Chili.